# كانتون باتات
كانتون باتات (بالإنجليزية: Patate Canton)‏ هو كانتون في الإكوادور، يتبع مقاطعة تونغوراهوا.